# Stremț (gmina)
Stremț – gmina w Rumunii, w okręgu Alba. Obejmuje miejscowości Fața Pietrii, Geoagiu de Sus, Geomal i Stremț. W 2011 roku liczyła 2418 mieszkańców. 